# Louis-Pierre Javary
Louis-Pierre, Brice, chevalier Javary et de l'Empire (1766-1838), est un militaire français, chef d'escadron des Grenadiers à cheval de la Garde impériale, et maire d'Épinay-sur-Orge.

## Biographie
Louis-Pierre Javary nait à Thiville (Eure-et-Loir) le 13 novembre 1766.
Il entre comme volontaire au 1er bataillon de Paris en 1791 et reçoit sa formation au camp de Grenelle. Après deux ans au sein de l’Armée du Nord, où il participe aux premières guerres de la Révolution française contre l’Europe coalisée, il passe au 26e régiment de cavalerie en 1793, puis au 18e régiment de dragons en 1795.
Sous les ordres de Napoléon Bonaparte, Louis-Pierre Javary prend part aux campagnes d’Italie et d’Égypte et accompagne toute l’épopée napoléonienne. Après avoir intégré l’armée des côtes de l'Océan en 1804, il est lieutenant au sein des Grenadiers à cheval de la Garde impériale en 1806. C’est cette même année qu’il reçoit la croix de chevalier de la Légion d’honneur. Il participe successivement aux campagnes de la Grande Armée, d’Espagne, d’Allemagne, de Russie, de Saxe et de France.
Louis-Pierre Javary est titré chevalier Javary et de l’Empire par décret impérial de 1808, devient chef d’escadron des Grenadiers à cheval de la Garde impérial en 1811, puis chevalier de l’ordre royal et militaire de Saint-Louis en 1814.
Il est blessé aux batailles de Jemmapes, d'Aboukir, d'Austerlitz et de Waterloo.
A la chute de l’Empire, il se retire avec sa famille dans sa campagne d’Épinay-sur-Orge (Essonne) et devient maire de la commune pendant 12 ans, de 1821 à 1833. Attentif à l’éducation, tant académique que religieuse, il réaménage le bâtiment qui abrite la mairie et y loge l’école et le presbytère. Il prévoit un budget supplémentaire pour que les plus démunis, et sans ressource, puissent bénéficier de l’instruction de l’instituteur du village. Enfin, il fait entreprendre d’importants travaux de voirie et d’assainissement.
Louis-Pierre Javary s'éteint à Belleville (Paris), le 7 octobre 1838.

## Famille
Louis-Pierre Javary est le fils de Pierre Javary (1721-1781), d’une famille originaire du Vendômois, ancienne province de l’Orléanais, et de Christine Le Tartre (1733-1807).
Il épouse en 1811, Stéphanie Alyon (1787-1869), fille de Pierre-Philippe Alyon (1758-1817) (es) , botaniste et chimiste, attaché à l’éducation des enfants du duc d’Orléans, membre du Collège de pharmacie et de la Société de médecine de Paris, et de Marie-Françoise Desjardins. Elle est la filleule de la comtesse de Genlis, qui, de retour d’émigration en 1801, l’accueille chez elle et l’élève jusqu’à son mariage. 
De ce mariage, sont issus :
- Helmina Javary (1812-1872), épouse de Charles Robert, architecte, officier de la Garde nationale de Paris.
- Auguste Javary (1820-1852), philosophe, agrégé de l'Université en 1846, qui publie, De la Certitude[7], primé par l'Institut, puis, De l'idée de Progrès[8]. Il meurt à 32 ans de la fièvre typhoïde.

- Albert-Henri Javary (1824-1857), capitaine-adjudant-major au 2e régiment de Zouaves (Algérie), chevalier de la Légion d'honneur[9]. Très instruit, il parle et écrit l'arabe, le kabyle et l'allemand. Il entreprend des travaux sur l'histoire et la géographie de l'Algérie, et publie, notamment, Etude sur le gouvernement de l'Algérie[10]. Il meurt à 33 ans de la suite des blessures reçues au siège de Sébastopol[11].

Louis-Pierre, chevalier Javary et de l’Empire, n’a pas de descendance de son nom. Celui-ci est perpétué par les autres branches de sa famille, notamment celle dont est issu Paul-Émile Javary.

## Titres
- Chevalier Javary et de l'Empire (décret impérial de mai 1808).
- Donataire sur le Mont-de-Milan (1er février 1808).

## Décorations
- Chevalier de la Légion d'honneur
- Chevalier de l’ordre royal et militaire de Saint-Louis  (1814)